# 張好古 (明朝)
張好古（1479年—？年），字尚友，號東峰，山西澤州陽城縣人，明朝政治人物。

## 生平
治《易經》，正德十四年（1519年）山西鄉試第四十名舉人，年四十五歲中式嘉靖二年（1523年）癸未科會試第三百二十四名，第三甲第一百三十名進士。任直隸大名府元城縣知縣，嘉靖四年七月中军都督府带俸泰和伯陈万言奏元城知县张好古擅自拘禁国戚，非刑致死人命，诏令锦衣卫逮治，後贬为陕西灵台县典史，六年正月升盐城县知县，擢刑部主事，升员外郎，十四年二月升四川按察司佥事。

## 家族
曾祖张广。祖父张车。父张珩，贈户部主事。母暢氏，贈安人；继母劉氏，封安人。慈侍下。行一，弟好忍；好慤；張好爵，进士，官户部郎中；好問；好察；好禮；好诲。